# وانغ يانغ (لاعب كرة الماء)
وانغ يانغ (بالصينية: 王洋) هو لاعب كرة الماء صيني، ولد في 17 يناير 1983 في شنيانغ في الصين.

## وصلات خارجية
- وانغ يانغ على موقع أوليمبيديا (الإنجليزية)
- وانغ يانغ على موقع اللجنة الأولمبية الصينية (الإنجليزية)